# Nick Leeson
Nicholas William Leeson, más conocido como Nick Leeson (Watford, Inglaterra, 25 de febrero de 1967), es un antiguo trader, conocido por haber llevado a la bancarrota en 1995 al Baring Bank, la compañía bancaria más antigua de Reino Unido.

## Primeros años
Leeson nació en Watford, Reino Unido, donde estudió en la Partimer's School. Después de terminar la escuela en 1985, su primer trabajo fue como empleado de banca privada en Coutts. En 1987 pasó a trabajar para Morgan Stanley durante dos años. Finalmente, llegó a Baring Brothers en 1989.

## Carrera profesional
En 1992, el Barings Bank lo nombró gerente general de una nueva operación de mercados a término en el Mercado Monetario Internacional de Singapur (SIMEX por sus siglas en inglés), en la actualidad parte de la Bolsa de Singapur. No obstante, Leeson fue enviado a Singapur después de que se le negara la licencia de corredor en el Reino Unido debido a un fraude en su solicitud. Ni Leeson ni Barings revelaron este rechazo cuando Leeson solicitó su licencia en Singapur.[cita requerida]
En un principio, Nick Leeson se dedicó a invertir en el mercado de futuros de la bolsa de valores japonesa Nikkei, con buenos resultados. Desde 1992, Leeson realizó operaciones especulativas no autorizadas que al principio obtuvieron grandes beneficios para Barings: los 10 millones de libras que obtuvo Leeson supusieron el 10 % de las ganancias anuales de la compañía. Gracias a esto, Leeson obtuvo un bono de 130 000 libras en su salario de 50 000 libras anuales.
Sin embargo, la suerte de Leeson pronto cambió. Uno de sus colegas cometió un error y vendió 20 contratos en lugar de adquirirlos, tal como el cliente había pedido. La operación costó 20 000 libras. Para ocultar sus pérdidas, Leeson creó la cuenta de error 88888. No obstante, Leeson continuó utilizando esta cuenta para cubrir otras operaciones deficitarias. Él insistió en que nunca usó la cuenta para su propio beneficio, aunque en 1996 el periódico estadounidense The New York Times citó los "informes de la prensa británica" diciendo que los investigadores habían localizado aproximadamente 35 millones de dólares en varias cuentas bancarias vinculadas al propio Leeson.[cita requerida]
Por otra parte, la gerencia del Barings Bank permitió a Leeson seguir siendo comerciante en jefe al mismo tiempo que era responsable de liquidar sus operaciones, trabajos que generalmente realizan dos personas diferentes. Esto le facilitó mucho más ocultar sus pérdidas a sus superiores.

## Caída
A finales de 1992, las pérdidas de la cuenta superaron los 2 millones de libras, que se incrementaron a 208 millones a finales de 1994.
El inicio del fin se produjo el 16 de enero de 1995, cuando Leeson colocó una pequeña posición en las bolsas de valores de Singapur y Tokio, sobre todo apostando a que el mercado de valores japonés no se movería significativamente de la noche a la mañana. Sin embargo, a primeras horas de la mañana del 17 de enero se produjo un importante terremoto en Kōbe, lo que provocó que los mercados asiáticos y las posiciones comerciales de Leeson cayeran en picado. Leeson intentó recuperar sus pérdidas haciendo una serie de nuevas operaciones cada vez más arriesgadas, esta vez apostando a que el promedio de acciones Nikkei haría una rápida recuperación. Sin embargo, la recuperación no se materializó.
Leeson dejó una nota que decía "Lo siento" y huyó de Singapur el 23 de febrero. Las pérdidas llegaron a alcanzar los 827 millones de libras (1400 millones de dólares), dos veces el capital comercial disponible del banco. Después de un intento fallido de rescate, el Barings Bank, que había sido el banco mercantil más antiguo del Reino Unido, fue declarado insolvente el 26 de febrero.
Después de huir a Malasia, Tailandia y finalmente a Alemania, Leeson fue arrestado en Frankfurt y extraditado a Singapur el 20 de noviembre de 1995, aunque a su esposa Lisa se le permitió regresar a Inglaterra. Si bien tenía autorización para el corto de 16 de enero, fue acusado de fraude por engañar a sus superiores sobre el riesgo de sus actividades y la magnitud de sus pérdidas. Varios observadores han atribuido gran parte de la culpa a la deficiente auditoría interna y la gestión de riesgos del propio banco. De hecho, el informe de las autoridades de Singapur sobre el colapso fue sumamente crítico con la administración de Barings, afirmando que los funcionarios superiores sabían o deberían haber sabido acerca de la cuenta de los "cinco ochos".
Leeson se declaró culpable de dos cargos: "engañar a los auditores del banco y de engañar a la bolsa de Singapur", incluida la falsificación de documentos. Condenado a seis años y medio en la prisión de Changi en Singapur, fue liberado de la prisión en 1999, después de haber sido diagnosticado con cáncer de colon, que sobrevivió a pesar de los pronósticos sombríos en ese momento.
Mientras estaba en prisión, en 1996, Leeson publicó una autobiografía, Rogue Trader, que detallaba sus actos. Una revisión en las columnas financieras del New York Times declaró: "Este es un libro sombrío, escrito por un joven muy tomado consigo mismo, pero que los gerentes y auditores bancarios deben leerlo en todas partes". En 1999, el libro se convirtió en una película del mismo nombre protagonizada por Ewan McGregor y Anna Friel.
Los eventos también forman parte del tema de un documental televisivo de 1996 realizado por Adam Curtis, titulado Inside Story Special: £830 000 000 (en castellano conocido como Nick Leeson y la Caída de la Casa de Barings).[cita requerida]

## Consecuencias
La primera esposa de Leeson, Lisa, se divorció de él mientras estaba en prisión. Se casó con Leona Tormay en 2003, y ahora viven en Barna, Condado de Galway, en el oeste de Irlanda. Es un invitado habitual en el circuito posterior a la cena y el orador principal y es profesor invitado ocasional en la Universidad Nacional de Irlanda.[cita requerida]
En junio de 2005, Leeson lanzó un nuevo libro, Back from the Brink: Coping with Stress. Retoma su historia donde Rogue Trader se detuvo, incluidas conversaciones en profundidad con el psicólogo Ivan Tyrrell, que afirmaban que los periodos prolongados de estrés severo que afectaban la salud mental y física de Leeson tienen paralelos en la vida de muchas otras personas.
En 2018, Leeson pasó a ser educador principal en una academia comercial llamada Bizintra.
Ocupó el cuarto lugar en la vigésimo segunda edición de Celebrity Big Brother.[cita requerida]

## Galway United
En 2005 se incorporó a la junta directiva del club irlandés de fútbol Galway United, del que a partir de 2007 y hasta 2011 fue director general.

## Chaqueta de comercio
El 5 de abril de 2007, el periódico The Guardian informó que KPMG, los liquidadores de Barings PLC, habían vendido la chaqueta comercial que Nick Leeson había utilizado mientras negociaba en SIMEX en Singapur. La chaqueta se ofreció a la venta en eBay, pero no logró alcanzar su precio de reserva a pesar de una oferta que superó las 16 000 libras. Posteriormente se vendió por 21 000 libras. En octubre de 2007, una chaqueta similar utilizada por el equipo de Leeson, pero que no se creía había sido usada por el propio Leeson, se vendió en una subasta por 4000 libras.[cita requerida]

## En la cultura popular
- En 1999 se estrenó la película Rogue Trader, basada en la historia y el libro de Leeson. La película fue protagonizada por Ewan McGregor y Anna Friel.